# Liz Berry
Liz Berry (Midlands Occidentali, 1980) è una poetessa britannica.

## Biografia
Nata nel 1980 è cresciuta nel Black Country, vive e lavora a Birmingham.
Ha iniziato a lavorare come insegnante presso una scuola primaria prima di approfondire lo studio della poesia presso la Royal Holloway in un corso tenuto dalla poetessa Jo Shapcott.
Vincitrice nel 2009 dell'Eric Gregory Award destinato a poeti sotto i 30 anni, l'anno successivo ha pubblicato il suo primo pamphlet, The Patron Saint of Girls.
Con la sua prima raccolta di liriche, Le vocali di ferro di Black Country, ha vinto un Forward Poetry Prize nel 2014 e il Somerset Maugham Award l'anno successivo.

## Opere

### Poesia
- The Patron Saint of Girls (2010)
- Le vocali di ferro di Black Country (Black Country, 2014), Genova, Liberodiscrivere, 2015 traduzione di Suzanne Branciforte ISBN 978-88-99137-34-2.
- The Republic of Motherhood (2018)

## Premi e riconoscimenti
- Eric Gregory Award: 2009
- Geoffrey Faber Memorial Prize: 2014 con Black Country[7]
- Forward Poetry Prize: 2014 per la "miglior raccolta di debutto" con Le vocali di ferro di Black Country e 2018 per il "miglior componimento singolo" con The Republic of Motherhood
- Somerset Maugham Award: 2015 con Le vocali di ferro di Black Country